# Arc (Neil Young)
Pour les articles homonymes, voir Arc.
Albums de Neil Young
Weld
(1991) Harvest Moon
(1992)
Arc est un enregistrement en public expérimental de Neil Young et Crazy Horse lors de la tournée américaine Weld en 1991.

## Historique
Le concept consistait à mixer les débuts et les fins de chansons enregistrées lors des concerts Weld. Il s'agit de collages de sample (sound collage), de bruits, d'effets Larsen et de guitares saturées.
L'album sera distribué en édition spéciale limitée (Speciale limited edition) en 3 CD sous le titre ARC-WELD.
Durant les années 1980, Neil Young expérimenta déjà ce concept, sollicité par Thurston Moore de Sonic Youth qui faisait la première partie des concerts de Neil Young & Crazy Horse.
Par cet album Young prouve son indépendance artistique et son ouverture d'esprit sur des nouvelles formes musicales émergentes.

## Titre
1. Arc (A Compilation Composition) (Neil Young) — 34:58

## Musiciens
- Neil Young - guitare, chant, effets Larsen
- Crazy Horse
  - Frank "Poncho" Sampedro - guitare, synthétiseur Univox stringman, chœurs
  - Billy Talbot - basse, chœurs
  - Ralph Molina - batterie, chœurs
- Sal Trentino - électronique